# Somali-Rennmaus
Die Somali-Rennmaus oder Walo (Ammodillus imbellis) ist eine Art der Rennmäuse und die einzige Art der Gattung Ammodillus. Sie wurde 1898 von William Edward de Winton als Gerbillus imbellis beschrieben. Aufgrund eigentümlicher Merkmale wird sie häufig in eine eigene Tribus Ammodillini gestellt.
In geringer Dichte bewohnt diese kleine Rennmaus Steppen- und Wüstengebiete am Horn von Afrika.
Sie ist ohne Schwanz etwa zehn Zentimeter lang. Der überkörperlange, sonst spärlich behaarte Schwanz weist am Ende eine Quaste auf. Die Fußsohlen sind unbehaart und mit schuppenähnlicher, körniger Oberflächenstruktur. Das Fell ist oberseits rötlich rehbraun und unterseits weiß.
Von anderen rezenten Rennmäusen unterscheidet sie sich deutlich durch den Bau des Schädels und des Gebisses. Kennzeichnend sind zwei erhalten gebliebene, ursprüngliche Nebenhöcker der unteren Backenzähne in Verbindung mit dem hochspezialisierten Bau des Kauapparats und der Paukenblasen.
Spezialisierungen sind die Form des Gaumens sowie das Fehlen des Muskelfortsatzes des Unterkiefers.

## Körpermerkmale

### Äußeres
Die Somali-Rennmaus ist eine kleine Rennmaus
mit großen Augen und langem Schwanz.
Dieser ist größtenteils spärlich behaart, weist jedoch eine Quaste mit acht bis zehn Millimeter langen,
schlanken Haaren im hinteren Drittel auf.
Die Hinterpfoten sind schmal und die Krallen der Vorderpfoten sind verhältnismäßig gut entwickelt.
Die Pfoten sind spärlich behaart und die unbehaarten Sohlen und Ballen weisen eine schuppenähnliche, körnige Oberflächenstruktur auf.
Die vergleichsweise spärlich behaarte Oberseite des Schwanzes und die unbehaarten Fußsohlen stellen typische Entwicklungen innerhalb der Rennmäuse dar.
Das Fell ist oberseits rötlich rehbraun. Die Rückenhaare sowie die Haare der Körperseiten haben schwarze Spitzen, die der Seiten jedoch in geringerem Maße. Daher sind die Körperseiten klarer und heller rehbraun gefärbt
und scharf umrissen. Das Unterfell ist dunkel schiefergrau.
Die Haare über den Augen, die der Backen und der Vorderseiten der Vorderbeine haben rehbraune Spitzen. Über den Augen und hinter den Ohren befinden sich deutliche weiße Flecken. Die Vorder- und Hinterpfoten, das Kinn, die Backen und die Unterseite sind weiß. Der Schwanz ist oberseits dunkler als unten und die Haare der Quaste sind bräunlich.
Kingdon (1997) gibt die Kopf-Rumpf-Länge der Somali-Rennmaus mit 105 bis 110 Millimetern, die Schwanzlänge mit etwa 130 bis 150 Millimetern und das Körpergewicht mit etwa 40 bis 60 Gramm an.
Laut Funaioli (1971) beträgt die Kopf-Rumpf-Länge 85 bis 106 Millimeter und die Schwanzlänge 134 bis 160 Millimeter.
Die Kopf-Rumpf-Länge eines lebenden Exemplars gibt Drake-Brockman (1910) mit 106 Millimetern, die Schwanzlänge mit 144 Millimetern, die Hinterfußlänge mit 27 Millimetern und die Ohrlänge mit 25 Millimetern an.

### Schädel
Der Schädel der Somali-Rennmaus weist eine verlängerte Schnauze und einen wie bei den Taterillinen seitlich zusammengedrückten Hirnschädel auf.
Hinten ist der Schädel breit, die Knochenleisten über den Augenhöhlen sind dick und die Nasenbeine reichen vorne weit über die Schneidezähne hinaus. In der Draufsicht sind die Warzenteile nicht auffällig. Die hinteren Gaumenlöcher sind wie bei den Echten Mäusen nahezu vollständig rückgebildet. Vorne ist der Gaumen breiter als hinten und die Zahnreihen nähern sich hinten einander an. Im hinteren Teil des Gaumens befindet sich ein Paar auffälliger Gruben.
Die knöchernen Teile des Kauapparats sind hochspezialisiert.
Die Jochbeinplatte ähnelt der bei den Eigentlichen Rennmäusen.
Ihr Kiel ist nicht sonderlich verlängert und eher niedrig. Die Ursprungsfläche des seitlichen Teils des Kaumuskels ist hauptsächlich durch die deutliche Einwölbung der Jochbeinplatte vergrößert und der Orbitalschild ist verbreitert.
Der Bau der Ursprungsfläche des Schläfenmuskels ist der fortgeschrittenste der Rennmäuse. Die Temporalplatte des Hirnschädels ist sehr schmal und oben durch eine stark ausgeprägte Knochenleiste begrenzt.
Einzigartig innerhalb der Mäuseartigen ist das vollständige Fehlen des Muskelfortsatzes am aufsteigenden Ast des Unterkiefers.
In Verbindung mit der schmalen Temporalplatte und dem breiten Orbitalschild ist es eine abgeleitete Besonderheit der Somali-Rennmaus.
Durch das Fehlen des Muskelfortsatzes ist der Unterkiefer ausgesprochen schwach.
Abgesehen von dieser Eigenheit ist er jedoch für Rennmäuse typisch ausgebildet.
Die Paukenblasen sind ebenfalls hochspezialisiert, vollständig aufgebläht und groß. Wie bei den „typischen Renmäusen“ (Gerbillini) und anders als bei den Taterillinen sind die Anteile des Paukenteils und des Warzenteils daran gleichermaßen entwickelt. Die Aufblähung des Warzenteils ist ziemlich kompliziert. Ausgehend vom Aufbau und von der Lage der die wesentlichen Vorhöfe des Warzenteils trennenden Scheidewände kann angenommen werden, dass das Warzenteil zunächst von vorne und danach von unten aufgebläht wurde. Daraus resultiert die diagonale Lage der Scheidewände des Warzenteils ähnlich wie bei der Kap-Kurzschwanz-Rennmaus und den fortgeschrittenen Namib-Rennmäusen. Diesen ähnlich ist auch die Lage der kleinen, hinteren Zelle (Cellula mastoidea posterior) des Warzenfortsatzes. Jedoch führte eine geringfügige, zusätzliche Aufblähung von unten zur Bildung einer kleinen unteren Scheidewand ähnlich und möglicherweise homolog zu der Scheidewand (Septum mastoideum ventralis) bei den „typischen Rennmäusen“.

### Gebiss
| 1 | · | 0 | · | 0 | · | 3 | = 16 |
| 1 | · | 0 | · | 0 | · | 3 | = 16 |

Das Gebiss der Somali-Rennmaus ist eins der spezialisiertesten der Rennmäuse.
Die Backenzähne sind hochkroniger als die der Eigentlichen Rennmäuse und ähneln im Muster eher denen der Rennratten.
Sie weisen Querleisten auf, die beim ersten Backenzahn, insbesondere dem des Unterkiefers, schief verlaufen. Die Schiefstellung ist dabei entgegengesetzt zu der bei der Brauer-Rennmaus und die inneren Einbuchtungen sind im Verhältnis zu den äußeren nach hinten verschoben. Diese sekundäre Asymmetrie der Backenzähne wird jedoch nach hinten durch die Annäherung der oberen Zahnreihen aneinander ausgeglichen. So nehmen die Querleisten der Oberkieferbackenzähne bezogen auf die längslaufende Kaubewegung der unteren Zahnreihen eine lotrechte Stellung ein.
Im Unterschied zu anderen rezenten Rennmäusen weisen der erste und der zweite Unterkieferbackenzahn neben den eigentlichen Zahnhöckern zwei zusätzliche, eigenständige,
ursprüngliche Nebenhöcker auf, das Protoconulid und das Hypoconolid.
Obwohl das Anteroconid des ersten Unterkieferbackenzahns groß ist, schließt es anders als bei allen anderen rezenten Rennmäusen außer der Brauer-Rennmaus das Protoconulid nicht ein, so dass dieses selbst bei abgenutzten Zähnen eigenständig bleibt. Es ist sehr klein und fehlt gelegentlich aufgrund individueller Abweichungen oder altersbedingter Veränderungen.
Ein gut entwickeltes Hypoconulid tritt beim ersten und beim zweiten Unterkieferbackenzahn auf und unterscheidet die Somali-Rennmaus von allen anderen rezenten Rennmäusen.

### Karyotyp
| Karyotyp | Karyotyp |
| -------- | -------- |
| 2n = 18  | NFa = 34 |

Laut Capanna und Merani (1981) beträgt die Anzahl der Chromosomen 18 und die Arm-Anzahl der Autosomen 34.

## Lebensweise und Verhalten
Über die Lebensweise und das Verhalten der Somali-Rennmaus ist wenig bekannt.
Historische Aufzeichnungen legen nahe, dass ihre Populationsdichte gering ist. Ihr Lebensraum sind offene, trockene Kurzgrassteppen sowie Gebiete mit vereinzelten Sträuchern.
Sie wurde auf sandigen Böden in der Nähe von Brunnen
und in Sandwüsten gefunden. Der schwache Unterkiefer lässt eine Ernährung von weicher Nahrung, möglicherweise Früchten und weichen Insekten, vermuten.
Trotz des schwachen Unterkiefers sind Kämpfe unter Artgenossen bekannt.

## Verbreitung und Gefährdung
Das Verbreitungsgebiet der Somali-Rennmaus sind
Somalia
und der Osten Äthiopiens.
Sie wurde im Haud und im Nugaal-Tal gefunden
und ist nur durch wenige Funde
aus dem Holozän Äthiopiens und Somalias bekannt.
Möglicherweise ist sie in dieser wenig erforschten Region jedoch weiter verbreitet als bisher bekannt.
Der Weltnaturschutzunion IUCN (2008) liegen keine ausreichenden Daten zum Gefährdungsstatus der Somali-Rennmaus vor. Aktuelle Informationen zum Ausmaß ihres Vorkommens, zu Ansprüchen an die Umwelt, zu Bedrohungen und zum Schutzstatus fehlen. Ihr Lebensraum wird durch Überweidung durch Ziegen, Schafe und Rinder bedroht und zerstört. Jedoch ist die Auswirkung davon auf die Somali-Rennmaus unklar und weitere Untersuchungen sind notwendig. So ist nicht bekannt, ob sie in gestörten oder umgestalteten Lebensräumen bestehen kann. Schutzmaßnahmen bestehen nicht und es ist ebenfalls unbekannt, ob sie in Schutzgebieten vorkommt. Die Populationsentwicklung der Somali-Rennmaus ist jedoch stabil. Von 1996 bis 2004 wurde sie als gefährdet (vulnerable) eingestuft,
da ihr Lebensraum innerhalb eines Jahrzehnts um 20 Prozent zurückgegangen war.

## Systematik und Nomenklatur

### Innere und äußere Systematik
Die Somali-Rennmaus ist die einzige Art der Gattung Ammodillus.
Unterarten werden nicht unterschieden.
Hinsichtlich der eigentümlichen Aufblähung des Warzenteils weist sie die größte Ähnlichkeit mit der Kap-Kurzschwanz-Rennmaus sowie den fortgeschrittenen Namib-Rennmäusen auf. Die geringfügige, zusätzliche Aufblähung von unten ist dagegen ähnlich und möglicherweise homolog zu der bei den „höheren Rennmäusen“ (Rhombomyina).
Die zusätzlichen, eigenständigen Nebenhöcker der Unterkieferbackenzähne weisen auf einen sehr frühen Ursprung der Somali-Rennmaus hin. Durch die frühe Abspaltung von den anderen Rennmäuse könnte sie diese ursprünglichen Merkmale des Gebisses der Mäuseartigen bewahrt haben, die bei anderen rezenten Rennmäusen verloren gingen. Dadurch lässt sich eine systematische Einordnung auf der gleichen Rangstufe wie die der anderen hauptsächlichen Gruppierungen der Rennmäuse rechtfertigen.

### Geschichte der Systematik
Aufgrund der Merkmale des Gebisses vermutete John Reeves Ellerman 1941 eine isolierte Stellung der Somali-Rennmaus innerhalb der Rennmäuse
und Francis Petter ordnete sie 1975 in seinem stammesgeschichtlichen Schema zusammen mit einigen anderen Gattungen an der Basis der Rennmäuse an.
Igor Jakowlewitsch Pawlinow schlug 1981 eine eigene Tribus für die Somali-Rennmaus vor
und stellte sie 1982 aufgrund der einzigartigen Struktur der Backenzähne als dritte Unterfamilie Ammodillinae innerhalb der Familie der Rennmäuse neben die Taterillinen und die „typischen Rennmäuse“ (Gerbillinae):
| Rennmäuse (Gerbillidae) | \| \| Taterillinen (Taterillinae) \| \| \| \| \| \| Somali-Rennmaus (Ammodillinae) \| \| \| \| \| \| „typische Rennmäuse“ (Gerbillinae) \| \| Vorlage:Klade/Wartung/3 \| \| |
|                         | \| \| Taterillinen (Taterillinae) \| \| \| \| \| \| Somali-Rennmaus (Ammodillinae) \| \| \| \| \| \| „typische Rennmäuse“ (Gerbillinae) \| \| Vorlage:Klade/Wartung/3 \| \| |
|                         | Taterillinen (Taterillinae) |
|                         | |
|                         | Somali-Rennmaus (Ammodillinae) |
|                         | |
|                         | „typische Rennmäuse“ (Gerbillinae) |
| Vorlage:Klade/Wartung/3 | |

Hayan Tong ordnete sie 1989 ebenfalls nahezu basal innerhalb der Rennmäuse als Schwesterart der „typischen Rennmäuse“ an:
| N.N. | \| \| Somali-Rennmaus \| \| \| \| \| \| „typische Rennmäuse“ \| \| \| \| |
|      | \| \| Somali-Rennmaus \| \| \| \| \| \| „typische Rennmäuse“ \| \| \| \| |
|      | Taterillinen                                                             |
|      |                                                                          |
|      | Somali-Rennmaus                                                          |
|      |                                                                          |
|      | „typische Rennmäuse“                                                     |
|      |                                                                          |

|  | Somali-Rennmaus      |
|  |                      |
|  | „typische Rennmäuse“ |
|  |                      |

Molekulargenetische Untersuchungen zur Stellung der Somali-Rennmaus fehlen bisher (Pawlinow, 2008).

### Nomenklatur
Das Typusexemplar der Somali-Rennmaus sammelte Charles Victor Alexander Peel bei einem als „Gooder“
oder „Goodar“ bezeichneten Fundort in Britisch-Somaliland. William Edward de Winton beschrieb es im März 1898 als Gerbillus imbellis,
der Typusart der von Oldfield Thomas im August 1904 beschriebenen Gattung Ammodillus.
Das lateinische Artepitheton imbellis (‚unkriegerisch, kraftlos‘) bezieht sich auf den schwachen Unterkiefer.
Der Gattungsname Ammodillus setzt sich zusammen aus griechisch άμμος (ammos ‚Sand‘) und Dipodillus.
Die Tribus Ammodillini beschrieb Igor Jakowlewitsch Pawlinow 1981.
Es existieren keine Synonyme.
Ein ursprünglich als Somali-Zwergrennmaus beschriebener Balg ist laut Thomas (1910) der Somali-Rennmaus zuzuordnen.
Ein somalisches Exemplar bestehend aus Oberschädel und Unterkiefer trägt die Inventarnummer 4, 5, 9, 16 des British Museum in London.

## Somali-Rennmaus und Mensch
Als deutscher Trivialname wird „Somali-Rennmaus“ (Grzimek, 1988;
Wrobel, 2006)
verwendet.
Der somalische Name lautet walo.